# ويليام ماكفيرسون
ويليام ماكفيرسون (بالإنجليزية: William McPherson)‏ (16 مارس 1933، سولت سانت ماري في الولايات المتحدة - 28 مارس 2017، واشنطن العاصمة في الولايات المتحدة)؛ صحفي وروائي أمريكي.